# Lijst van nummer 1-hits in de 3FM Mega Top 50 in 2006
Deze hits stonden in 2005 op nummer 1 in de Mega Top 50, de hitlijst van de Nederlandse radiozender 3FM.
| Datum        | Artiest                             | Titel                           |
| ------------ | ----------------------------------- | ------------------------------- |
| 7 januari    | Coldplay                            | Talk                            |
| 14 januari   | Coldplay                            | Talk                            |
| 21 januari   | Coldplay                            | Talk                            |
| 28 januari   | Kelly Clarkson                      | Because of you                  |
| 4 februari   | BLØF & Kodō                         | Aanzoek zonder ringen           |
| 11 februari  | Andrea Bocelli & Marco Borsato      | Because we believe              |
| 18 februari  | Andrea Bocelli & Marco Borsato      | Because we believe              |
| 25 februari  | Andrea Bocelli & Marco Borsato      | Because we believe              |
| 4 maart      | Andrea Bocelli & Marco Borsato      | Because we believe              |
| 11 maart     | Andrea Bocelli & Marco Borsato      | Because we believe              |
| 18 maart     | Raffaëla                            | Right here right now            |
| 25 maart     | Raffaëla                            | Right here right now            |
| 1 april      | Raffaëla                            | Right here right now            |
| 8 april      | Raffaëla                            | Right here right now            |
| 15 april     | Raffaëla                            | Right here right now            |
| 22 april     | Shakira & Wyclef Jean               | Hips don't lie                  |
| 29 april     | Shakira & Wyclef Jean               | Hips don't lie                  |
| 6 mei        | Shakira & Wyclef Jean               | Hips don't lie                  |
| 13 mei       | Marco Borsato                       | Rood                            |
| 20 mei       | Marco Borsato                       | Rood                            |
| 27 mei       | Marco Borsato                       | Rood                            |
| 3 juni       | Marco Borsato                       | Rood                            |
| 10 juni      | Marco Borsato                       | Rood                            |
| 17 juni      | Marco Borsato                       | Rood                            |
| 24 juni      | Marco Borsato                       | Rood                            |
| 1 juli       | Marco Borsato                       | Rood                            |
| 8 juli       | Marco Borsato                       | Rood                            |
| 15 juli      | Marco Borsato                       | Rood                            |
| 22 juli      | Marco Borsato                       | Rood                            |
| 29 juli      | Sérgio Mendes & The Black Eyed Peas | Mas que nada                    |
| 5 augustus   | Guillermo & Tropical Danny          | Toppertje!                      |
| 12 augustus  | Guillermo & Tropical Danny          | Toppertje!                      |
| 19 augustus  | Guillermo & Tropical Danny          | Toppertje!                      |
| 26 augustus  | Guillermo & Tropical Danny          | Toppertje!                      |
| 2 september  | Jan Smit                            | Als de morgen is gekomen        |
| 9 september  | Jan Smit                            | Als de morgen is gekomen        |
| 16 september | Jan Smit                            | Als de morgen is gekomen        |
| 23 september | Jan Smit                            | Als de morgen is gekomen        |
| 30 september | Jan Smit                            | Als de morgen is gekomen        |
| 7 oktober    | Jan Smit                            | Als de morgen is gekomen        |
| 14 oktober   | Marco Borsato & Lucie Silvas        | Everytime I think of you        |
| 21 oktober   | Marco Borsato & Lucie Silvas        | Everytime I think of you        |
| 28 oktober   | Marco Borsato & Lucie Silvas        | Everytime I think of you        |
| 4 november   | Marco Borsato & Lucie Silvas        | Everytime I think of you        |
| 11 november  | U2 & Green Day                      | The saints are coming           |
| 18 november  | U2 & Green Day                      | The saints are coming           |
| 25 november  | Coole Piet                          | Paniek in de confettifabriek    |
| 2 december   | Coole Piet                          | Paniek in de confettifabriek    |
| 9 december   | Jan Smit                            | Cupido                          |
| 16 december  | Jan Smit                            | Cupido                          |
| 23 december  | Geen 3FM Mega Top 50 verschenen     | Geen 3FM Mega Top 50 verschenen |
| 30 december  | Jan Smit                            | Cupido                          |